# دوري أذربيجان الممتاز 1993-94
دوري أذربيجان الممتاز 1993-94 (بالأذرية: Azərbaycan Top Liqası 1993/1994)‏ هو الموسم 3 من دوري أذربيجان الممتاز. أشرف على تنظيمه اتحاد أذربيجان لكرة القدم، وكان عدد الأندية المشاركة فيه 16، وفاز فيه Turan Tovuz ‏.